# کابینه ۴۴ام کویت
کابینه کویت، نهاد اجرایی ارشد کشور کویت است. چهل و چهارمین کابینه در تاریخ کویت در ۱۸ ژوئن ۲۰۲۳ منصوب شد. در ۱۳ ژوئن ۲۰۲۳، امیر کویت، شیخ نواف احمد جابر الصباح، طی حکمی، شیخ احمد نواف احمد الصباح را به عنوان نخست‌وزیر منصوب کرد. امیر همچنین به نخست‌وزیر مأموریت داده است تا ترکیب کابینه را برای انتصاب آنها ارجاع دهد. در ۱۸ ژوئن ۲۰۲۳، ترکیب جدید کابینه پس از تأیید امیر در یک فرمان امیری اعلام شد. در ۱۲ ژوئیه ۲۰۲۳، ولیعهد استعفای وزیر دارایی را پذیرفت. در ۱۸ ژوئیه ۲۰۲۳، ولیعهد استعفای وزیر آموزش و پرورش را پذیرفت. در ۳ سپتامبر ۲۰۲۳، وزیر دارایی و وزیر آموزش و پرورش منصوب شدند. در تاریخ ۳۰ اکتبر ۲۰۲۳، حکمی مبنی بر پذیرش استعفای وزیر امور عمومی و حکم دیگری مبنی بر انتصاب وزیر برق، آب و انرژی‌های تجدیدپذیر به عنوان سرپرست وزارت امور عمومی صادر شد. در ۲۰ دسامبر ۲۰۲۳، نخست‌وزیر شیخ احمد نواف احمد الصباح نامه استعفای دولت را به امیر جدید کویت شیخ مشعل الاحمد الجابر الصباح ارائه کرد.
| نام                        | وزارتخانه                                                                   | وبگاه                                                       | از                            |
| -------------------------- | --------------------------------------------------------------------------- | ----------------------------------------------------------- | ----------------------------- |
| احمد نواف احمد الصباح      | نخست‌وزیر                                                                    | pm.gov.kw                                                   | ۱۳ ژوئن ۲۰۲۳ – ۲۰ دسامبر ۲۰۲۳ |
| طلال الخالد الاحمد الصباح  | معاون اول نخست‌وزیر، وزارت کشور                                              | moi.gov.kw                                                  | ۱۸ ژوئن ۲۰۲۳ – ۲۰ دسامبر ۲۰۲۳ |
| احمد الفهد                 | معاون نخست‌وزیر و وزارت دفاع                                                 | mod.gov.kw بایگانی‌شده در ۴ دسامبر ۲۰۲۲ توسط Wayback Machine | ۱۸ ژوئن ۲۰۲۳ – ۲۰ دسامبر ۲۰۲۳ |
| عیسی الکندری               | معاون نخست‌وزیر، وزیر مشاور در امور کابینه و وزیر مشاور در امور مجلس ملی     | mona.gov.kw                                                 | ۱۸ ژوئن ۲۰۲۳ – ۲۰ دسامبر ۲۰۲۳ |
| سعد البراک                 | معاون نخست وزیر و وزارت نفت و وزیر مشاور در امور اقتصادی و سرمایه‌گذاری      | moo.gov.kw                                                  | ۱۸ ژوئن ۲۰۲۳ – ۲۰ دسامبر ۲۰۲۳ |
| فهد الشعله                 | وزیر مشاور در امور شهرداری‌ها و وزیر مشاور در امور ارتباطات و فناوری اطلاعات | www.baladia.gov.kw moc.gov.kw                               | ۱۸ ژوئن ۲۰۲۳ – ۲۰ دسامبر ۲۰۲۳ |
| عبدالرحمان بداح المطیری    | وزیر اطلاعات و وزیر اوقاف و امور اسلامی                                     | media.gov.kw www.awqaf.gov.kw                               | ۱۸ ژوئن ۲۰۲۳ – ۲۰ دسامبر ۲۰۲۳ |
| احمد عبدالوهاب العوضی      | وزارت بهداشت                                                                | www.moh.gov.kw                                              | ۱۸ ژوئن ۲۰۲۳ – ۲۰ دسامبر ۲۰۲۳ |
| امانی بوقماز               | وزیر فواید عامه                                                             | www.mpw.gov.kw                                              | ۱۸ ژوئن ۲۰۲۳ – ۳۰ اکتبر ۲۰۲۳  |
| جاسم محمد الاستاد (کفیل)   | وزیر فواید عامه                                                             | www.mpw.gov.kw                                              | ۳۰ اکتبر ۲۰۲۳–۲۰ دسامبر ۲۰۲۳  |
| حمد العدوانی               | وزیر آموزش و پرورش، وزیر آموزش عالی و تحقیقات علمی                          | moe.edu.kw                                                  | ۱۸ ژوئن ۲۰۲۳ – ۱۸ ژوئیه ۲۰۲۳  |
| جاسم محمد الاستاد (کفیل)   | وزیر آموزش و پرورش، وزیر آموزش عالی و تحقیقات علمی                          | moe.edu.kw                                                  | ۱۸ ژوئیه ۲۰۲۳–۳ سپتامبر ۲۰۲۳  |
| عادل العدوانی              | وزیر آموزش و پرورش، وزیر آموزش عالی و تحقیقات علمی                          | moe.edu.kw                                                  | ۳ سپتامبر ۲۰۲۳–۲۰ دسامبر ۲۰۲۳ |
| سالم عبدالله الجابر الصباح | وزارت امور خارجه                                                            | www.mofa.gov.kw                                             | ۱۸ ژوئن ۲۰۲۳ – ۲۰ دسامبر ۲۰۲۳ |
| محمد عثمان العیبان         | وزارت بازرگانی و صنعت, وزیر مشاور در امور جوانان                            | moci.gov.kw youth.gov.kw                                    | ۱۸ ژوئن ۲۰۲۳ – ۲۰ دسامبر ۲۰۲۳ |
| مناف عبدالعزیز الهاجری     | وزارت دارایی                                                                | mof.gov.kw                                                  | ۱۸ ژوئن ۲۰۲۳ – ۱۲ ژوئیه ۲۰۲۳  |
| سعد البراک (کفیل)          | وزارت دارایی                                                                | mof.gov.kw                                                  | ۱۲ ژوئیه ۲۰۲۳–۳ سپتامبر ۲۰۲۳  |
| فهد الجارالله              | وزارت دارایی                                                                | mof.gov.kw                                                  | ۳ سپتامبر ۲۰۲۳–۲۰ دسامبر ۲۰۲۳ |
| جاسم محمد الاستاد          | وزارت برق، آب و انرژی‌های تجدیدپذیر                                          | mew.gov.kw                                                  | ۱۸ ژوئن ۲۰۲۳ – ۲۰ دسامبر ۲۰۲۳ |
| فالح الرقبة                | وزیر دادگستری و وزیر مشاور در امور مسکن                                     | moj.gov.kw www.pahw.gov.kw                                  | ۱۸ ژوئن ۲۰۲۳ – ۲۰ دسامبر ۲۰۲۳ |
| فراس سعود المالک الصباح    | وزیر امور اجتماعی، خانواده و کودکان                                         | www.mosa.gov.kw                                             | ۱۸ ژوئن ۲۰۲۳ – ۲۰ دسامبر ۲۰۲۳ |